# Nikoloz Gilauri
Nikoloz (Nika) Gilauri (grúzul: ნიკოლოზ /ნიკა/ გილაური; Tbiliszi, 1975. február 14.) grúz politikus. 2004-től több fontos kormányzati posztot töltött be. 2007. augusztus 30-tól pénzügyminiszter, 2008 decemberétől egyúttal első miniszterelnök-helyettes is. 2009. január 30-án Grúzia elnöke őt jelölte miniszterelnöknek. 2009. február 6. – 2012. június 30. között Grúzia miniszterelnöke volt.

## Szakmai karrierje
A Tbiliszi Állami Egyetemen kezdte tanulmányait nemzetközi közgazdász szakon. 1998-ban a nagy-britanniai Bournemouth College-ban angolnyelv-tanfolyamot végzett. Ezt követően a dublini Limerick Egyetemen tanult, ahol 1999-ben kapott diplomát. Írországi tanulmányai alatt a Dublin International Financial Centre cégnél dolgozott. 1999–2000 között az Egyesült Államokban, a philadelphiai Temple Egyetemen tanult, ezzel párhuzamosan, 2000-ben philadelphiai Samall Business Development Centerben is dolgozott.
2001-ben tért haza Grúziába. Először a Georgia Telecom cégnél, majd 2002-ben a grúz energetikai szektorban tevékenykedő spanyol Iberdrola cégnél volt pénzügyi tanácsadó. 2003–2004 között az írországi székhelyű grúziai áramszolgáltató, az SBE cég munkatársa volt.

## Politikai pályafutása
2004-től vesz részt Grúzia politikai életében. 2004–2007 között Grúzia energetikai minisztere volt Zurab Zsvania kormányában, majd 2007. augusztus 30-án pénzügyminiszterré nevezték ki. A 2008. decemberi kormányátalakítás során Grigol Mgaloblisvili kormányában az energetikai tárcát megtartva megkapta az első miniszterelnök-helyettesi posztot is.
Grigol Mgaloblisvili 2009. január 30-i lemondása után őt jelölte miniszterelnöknek Miheil Szaakasvili elnök. 2009. február 6-án foglalta el hivatalát, 2012. június 30-i felmentéséig Grúzia 6. miniszterelnöke volt.

## Külső hivatkozások
- Életrajza a Civil Georgia (civil.ge) oldalán (angolul)